# Барето (Форли-Чезена)
Барето је насеље у Италији у округу Форли-Чезена, региону Емилија-Ромања.
Према процени из 2011. у насељу је живело 308 становника. Насеље се налази на надморској висини од 110 м.